# Luis Closa
Luis Alberto Closa (Asunción, Paraguay; 10 de marzo de 1984) es un exfutbolista paraguayo. Jugaba de mediocampista.

## Clubes
| Club                    | País      | Año         |
| ----------------------- | --------- | ----------- |
| 12 de Octubre           | Paraguay  | 2005 - 2006 |
| Martín Ledesma          | Paraguay  | 2007        |
| Rubio Ñu                | Paraguay  | 2008 - 2010 |
| Deportes Tolima         | Colombia  | 2011        |
| Rubio Ñu                | Paraguay  | 2011        |
| Sarmiento               | Argentina | 2012        |
| Sport Boys              | Perú      | 2012        |
| Martín Ledesma          | Paraguay  | 2013        |
| San Lorenzo             | Paraguay  | 2013        |
| Tampines Rovers FC      | Singapur  | 2014        |
| San José                | Bolivia   | 2014        |
| Resistencia             | Paraguay  | 2015-2016   |
| General Caballero       | Paraguay  | 2017        |
| Deportivo Liberación    | Paraguay  | 2017        |
| Sudamérica de Paraguarí | Paraguay  | 2018        |
| 3 de Noviembre          | Paraguay  | 2019        |